# Kyahan

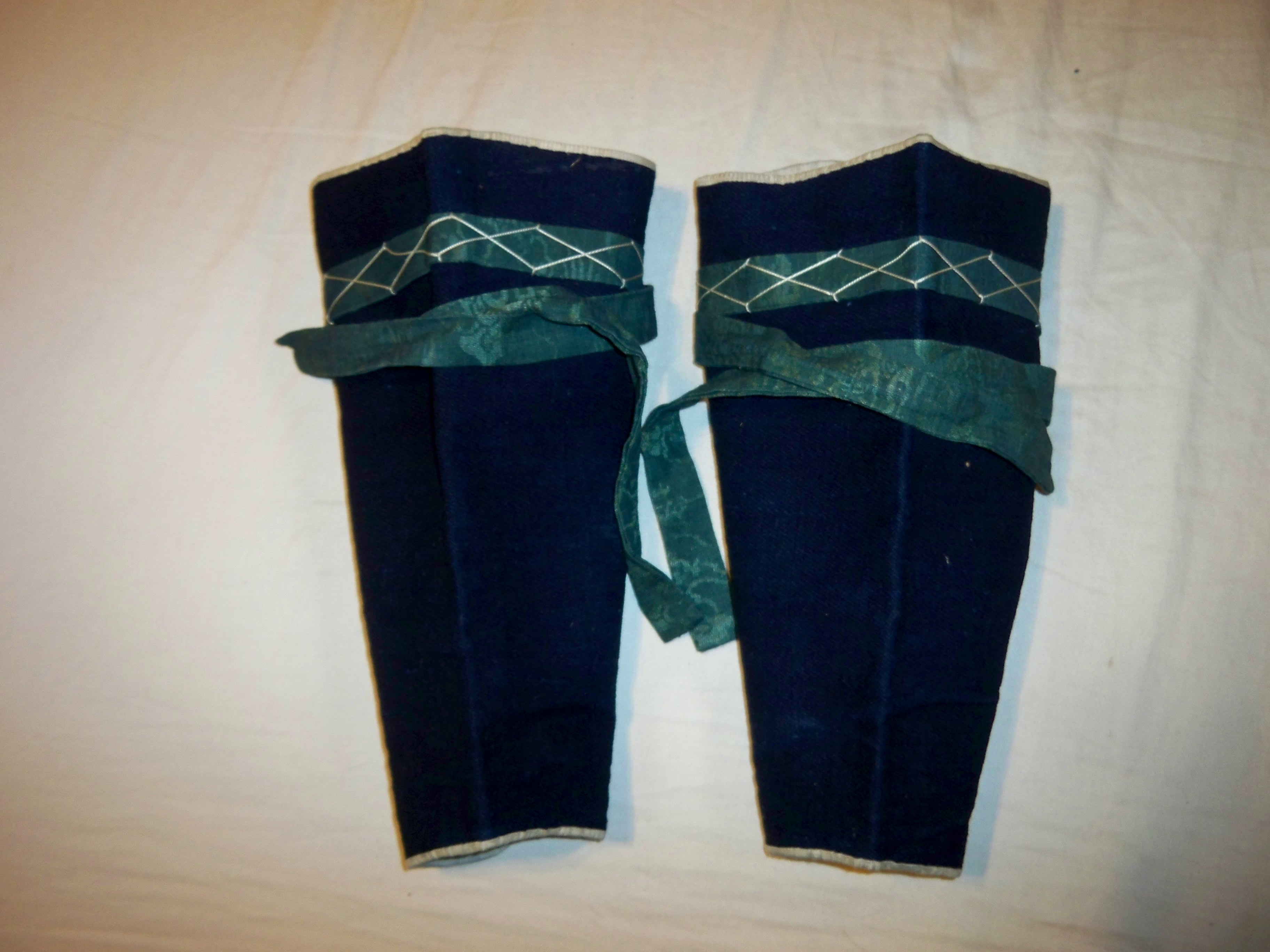
Kyahan cổ của Nhật Bản.

Kyahan (脚絆（きゃはん） (Cước Bán)) là loại quần vải truyền thống của Nhật được mặc bởi các samurai và thuộc hạ của Nhật trong thời kỳ phong kiến. Trong tiếng Nhật, từ này còn được dùng để ám chỉ dáng đi của các chiến binh cổ của phương Tây.

## Mô tả
Kyahan đã từng được mặc như một lớp đệm phía dưới trang phục của các samurai (suneate). Một số loại kyahan có thể được bao phủ bởi một lớp áo giáp ( được gọi là kusari kyahan hay kyahan suneate); chúng từng được mặc bởi những người lính đường bộ (ashigaru) hay các samurai với mục đích bảo vệ. Kyahan cũng thường được mặc bởi khách lữ hành nhằm bảo vệ họ khỏi nhiệt độ lạnh, côn trùng và bụi rậm.
Kyahan thường được làm từ vải linen, hưng cũng có thể làm từ những chất liệu khác như cotton. Chất liệu dùng để may Kyahan tùy thuộc vào từng mùa. Khi buộc kyahan, dải dây bên trong luôn ngắn hơn dải dây bên ngoài; dây thường được buộc ở mặt trong của chân thay vi mặt bên hay mặt ngoài, nhằm tránh cảm giác khó chịu bởi chất vải thô cứng của kyahan.

## Tư liệu nguồn
- Turnbull, Stephen (1998). Sách nguồn Samurai. London: Arms & Armour Press.ISBN 1-85409-371-1ISBN 1-85409-371-1 [in lại bởi Cassell & Co., London, 2000.ISBN 1-85409-523-4ISBN 1-85409-523-4 ]